# Сецехув (Лодзинське воєводство)
Сецехув (пол. Sieciechów) — село в Польщі, у гміні Кутно Кутновського повіту Лодзинського воєводства.
Населення — 117 осіб (2011).
У 1975-1998 роках село належало до Плоцького воєводства.

## Демографія
Демографічна структура станом на 31 березня 2011 року:
|          | Загалом | Допрацездатний вік | Працездатний вік | Постпрацездатний вік |
| -------- | ------- | ------------------ | ---------------- | -------------------- |
| Чоловіки | 56      | 6                  | 44               | 6                    |
| Жінки    | 61      | 9                  | 36               | 16                   |
| Разом    | 117     | 15                 | 80               | 22                   |